# Pedro Perret
Pour les articles homonymes, voir Perret.
Pieter Peter, connu par son nom hispanisé Pedro Perret, né vers 1555 à Anvers et mort en 1639 à Madrid, est un graveur flamand établi à Madrid et a été au service de Philippe II d'Espagne à partir de 1583.

## Biographie
Pedro Perret fait pratiquement toute sa carrière en Espagne, et le roi Philippe II le nomme grabador de cámara (« graveur de la Chambre du roi ») en 1595.

## Œuvre

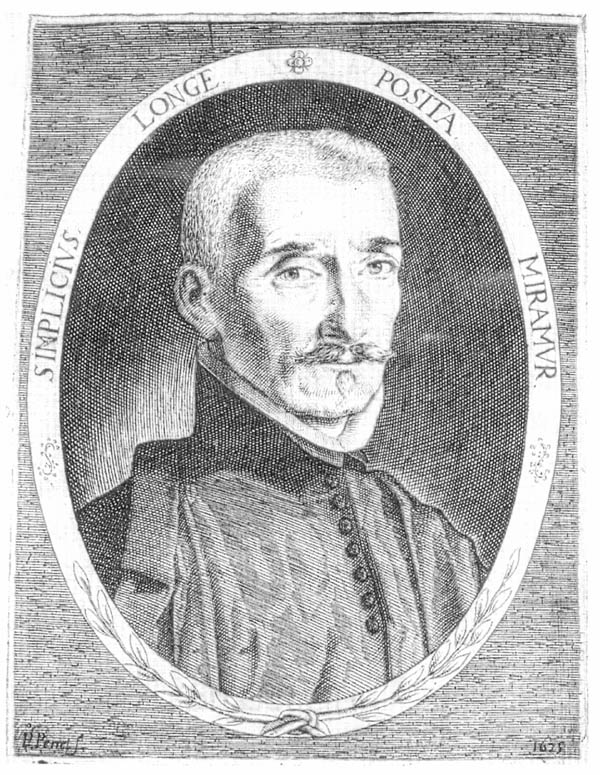
Lope de Vega
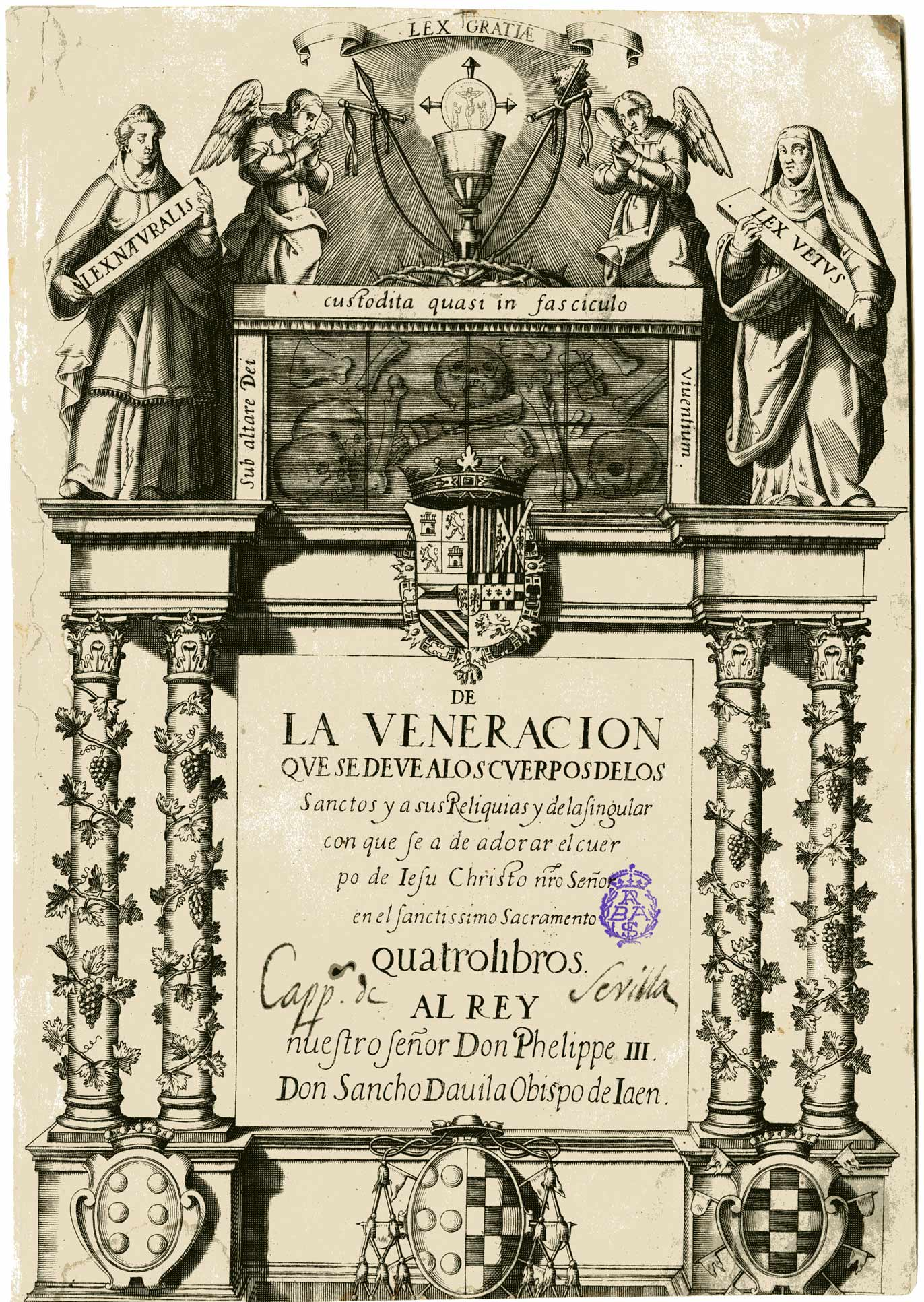
De la veneración que se deve a los cuerpos de los santos y a su reliquias, de Sancho Dávila Toledo (en), Madrid, 1611
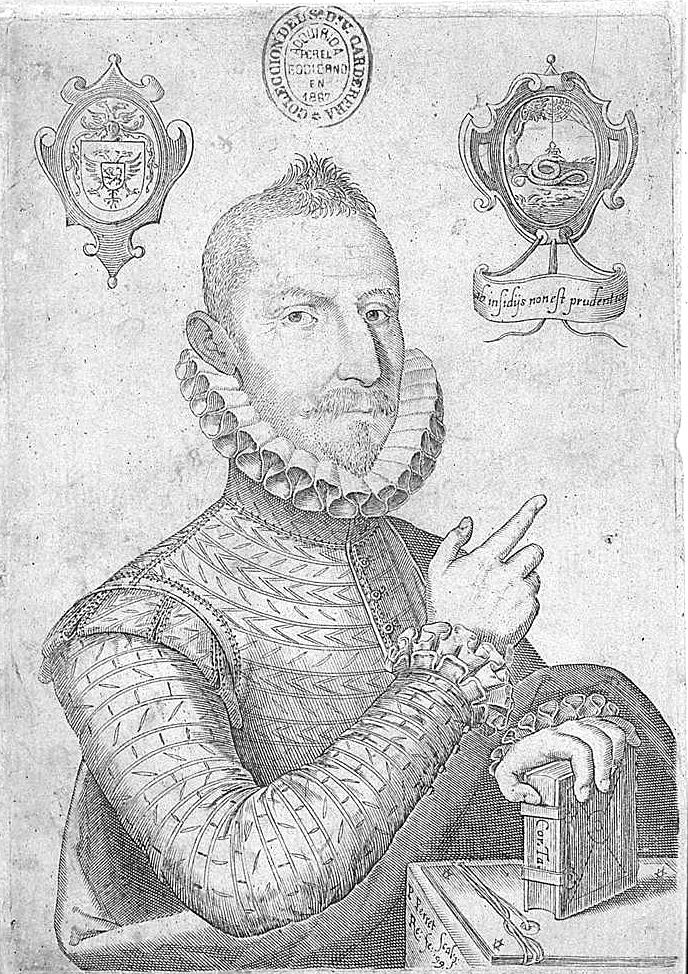
Mateo Alemán par Pedro Perret